# Arabische Welt

Karte der arabischen Welt, basierend auf der üblichen Definition, die die 22 Länder der Arabischen Liga beinhaltet.

Der Begriff arabische Welt (arabisch العالم العربي, DMG al-ʿālam al-ʿarabī) bezeichnet eine Region in Nordafrika und in Vorderasien. Staaten mit einer mehrheitlich arabischen Kultur gelten als Teil der arabischen Welt.
Der Begriff ist trotz seiner vielfachen Verwendung nicht exakt definiert (deshalb meistens Kleinschreibung bei arabische). Es lassen sich mehrere Kriterien anwenden, um die Zugehörigkeit zur arabischen Welt zu definieren: die Dominanz der arabischen Sprache (sprachliches Kriterium), der Einfluss des Islam (religiöses Kriterium) und schließlich die Mitgliedschaft in der Arabischen Liga (politisches Kriterium).
Die ursprünglichen Araber sind die Ureinwohner der Arabischen Halbinsel bzw. Arabiens, während die Araber aus anderen Teilen der arabischen Welt, wie die aus der Levante oder aus Nordafrika, hauptsächlich Völker sind, die nach der islamischen Expansion sprachlich und teilweise genetisch arabisiert wurden, daher gelten sie heute als Araber. Seit der islamischen Expansion hat es innerhalb der Arabischen Welt viel genetische und kulturelle Durchmischung gegeben, weshalb heute Araber aus allen arabischen Ländern oft ähnliche physische und kulturelle Merkmale aufweisen.
Da Somalia, die Komoren und Dschibuti in der Arabischen Liga sind und Arabisch als eine ihrer Amtssprachen haben, könnten sie als arabische Länder betrachtet werden. Da jedoch die Muttersprache der überwiegenden Mehrheit der Einwohner weder Arabisch ist noch die Menschen dieser Länder sich normalerweise als Araber identifizieren, ist die arabische Identität dieser Länder umstritten.

## Geografische Einteilung der arabischen Staaten

Staaten Nordafrikas

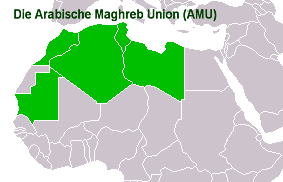
Die Arabische Maghreb Union (AMU)

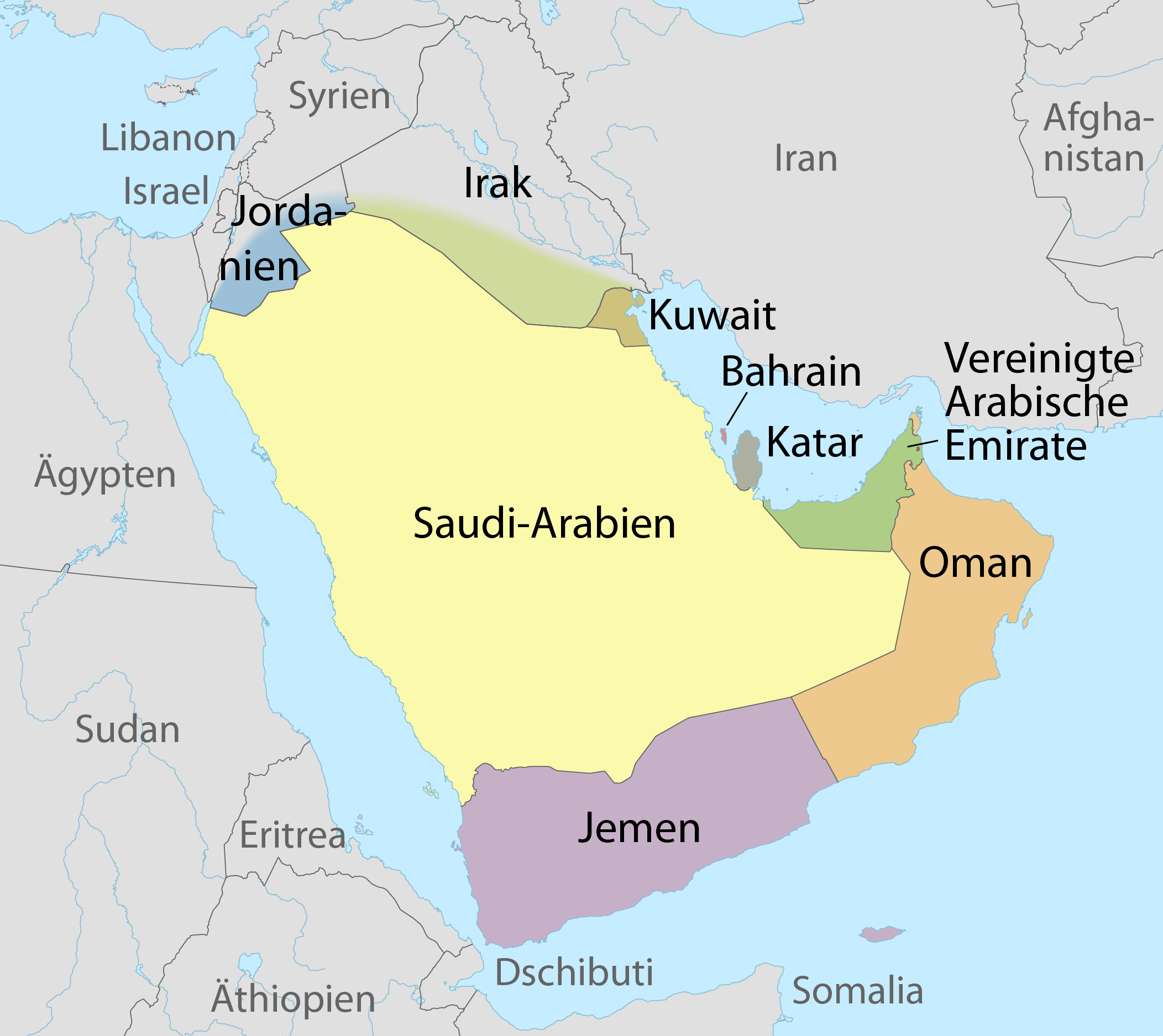
Arabische Halbinsel

### Afrika
Die nordafrikanischen Staaten an der Atlantik- und der Mittelmeerküste, die nach der islamischen Eroberung des Maghreb im 7. und 8. Jahrhundert arabisiert wurden und noch mehr oder weniger starke Traditionen autochthoner Völker (Berber, Tuareg) aufweisen, sowie Länder in der zentralen bis westlichen Sahara:
- Algerien
- Libyen
- Mali
- Marokko
- Mauretanien
- Tschad
- Tunesien
- Westsahara (politischer Status seit 1976 umstritten)

Die Nil-Staaten, die nach der islamischen Eroberung Ägyptens und Nubiens im 7. Jahrhundert arabisiert wurden:
- Ägypten
- Sudan

Die Staaten am Horn von Afrika, die bereits seit frühester Zeit über intensive Verbindungen nach Südarabien verfügten, in denen aber Arabisch nicht die vorherrschende Sprache ist, und in denen sich die Einwohner normalerweise nicht als Araber bezeichnen:
- Dschibuti
- Eritrea
- Komoren
- Somalia
- Somaliland (seit 1991 faktisch von Somalia abgespalten)

### Asien
Die Staaten auf der Arabischen Halbinsel bzw. Arabien:
- Bahrain
- Jemen
- Katar
- Kuwait
- Oman
- Saudi-Arabien
- Vereinigte Arabische Emirate

Die Staaten der Levante und Mesopotamien (die beiden Regionen zusammen werden manchmal als Nordarabien bezeichnet), die nach der islamischen Eroberung der Levante und des Sassanidenreiches im 7. Jahrhundert arabisiert wurden:
- Irak
- Jordanien
- Libanon
- Palästina
- Syrien

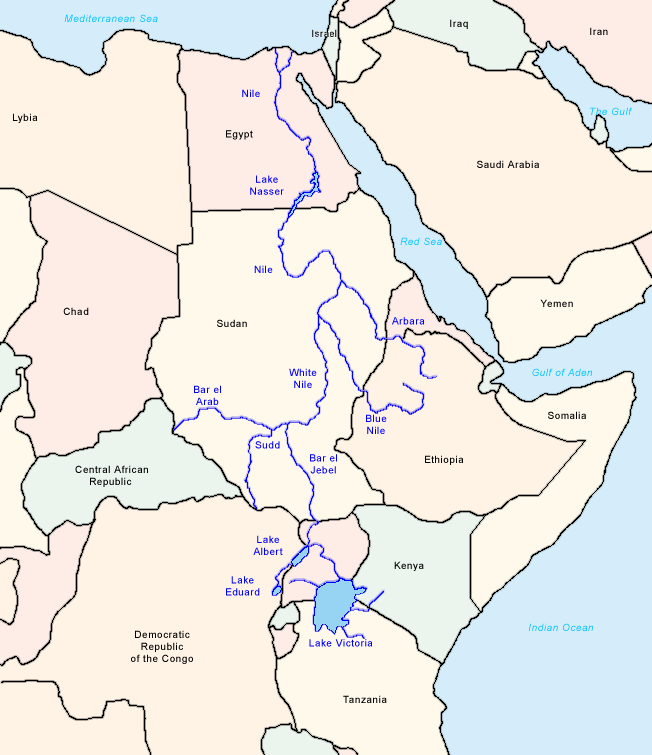
Der Nil mit seinen Anrainerstaaten
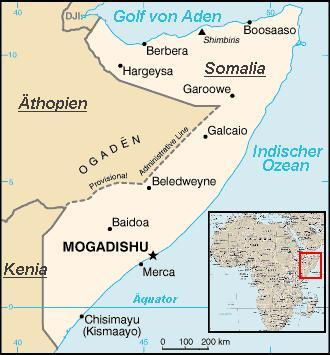
Horn von Afrika
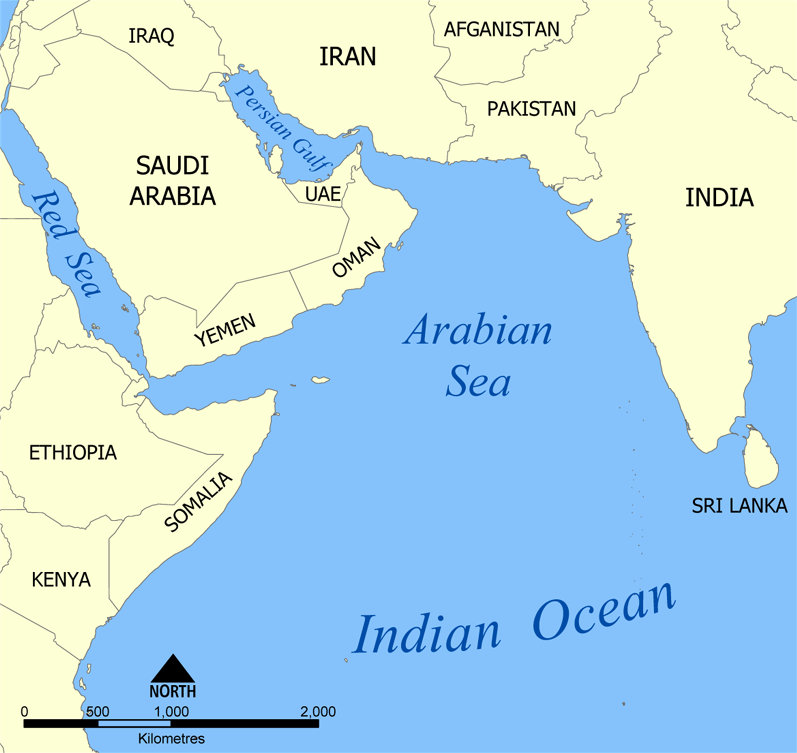
Arabisches Meer
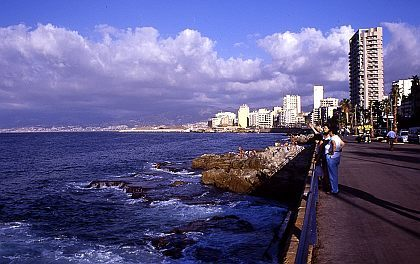
Seepromenade Corniche Beirut

## Sprachliches Kriterium

Geografische Verbreitung der arabischen Sprache.
Blau: Arabisch ist nicht die alleinige offizielle Sprache

Nach dem sprachlichen Kriterium entspricht die arabische Welt einer Gruppe aus 18 Staaten von Mauretanien im Westen bis zum Sultanat von Oman im Osten und 2 nicht souveränen Gebieten. Die Ausbreitung des Arabischen ist weitgehend auf die Geschichte der Ausbreitung des Islam im 7. Jahrhundert zurückzuführen. Allerdings ist das sprachliche Kriterium nicht ausreichend, um die arabische Welt zu betrachten. Einige Länder, in denen Teile der Bevölkerung Arabisch sprechen oder Arabisch eine der offiziellen Sprachen ist, gelten weiterhin in der Regel nicht als Teil der „arabischen Welt“, darunter Israel, Eritrea und der Tschad, während andererseits nicht nur Dschibuti, wo eine Minderheit Arabisch spricht, sondern auch Somalia und sogar die Komoren, in denen Arabisch so gut wie gar nicht verwendet wird, aufgrund ihrer Zugehörigkeit zur Arabischen Liga oft dazugerechnet werden. 
In Staaten der arabischen Welt wird modernes Standardarabisch als Amtssprache verwendet. Daneben gibt es zahlreiche umgangssprachliche arabische Dialekte, beispielsweise die Varietäten des Maghrebinischen Arabisch zum Teil mit Einflüssen aus Berbersprachen, dem Französischen, Spanischen oder Italienischen, so dass sich eine Diglossie ergibt.
Die folgende Liste führt 26 souveräne Staaten und nicht souveräne Gebiete auf, in denen die arabische Sprache gesprochen wird, bzw. eine oder mehrere der vielen, oft sehr unterschiedlichen, regionalen Varianten des Arabischen. Der angegebene Prozentsatz bezieht sich auf den Teil der eingesessenen Bevölkerung, der Arabisch als Muttersprache spricht. Die Spalte „Staatsbürger“ gibt die Einwohnerzahl des Landes an, außer bei den Golfstaaten Vereinigte Arabische Emirate, Bahrain und Katar, in denen die Ausländer die überwiegende Mehrheit der Gesamtbevölkerung darstellen, hier aber nicht mitgezählt werden. Länder, in denen die Mehrheit der Bevölkerung Arabisch spricht, sind farblich unterlegt.
| Land                                                 | Hauptstadt              | Fläche (in km²)                    | Staatsbürger (in Mio.) | Staatsbürger deren Muttersprache Arabisch ist | Wichtigste Minderheit (bzw. Mehrheit) |
| ---------------------------------------------------- | ----------------------- | ---------------------------------- | ---------------------- | --------------------------------------------- | ------------------------------------- |
| Ägypten                                              | Kairo                   | 1.001.449                          | 94,04                  | 99,5 %                                        | Bedscha                               |
| Algerien                                             | Algier                  | 2.381.741                          | 31,84                  | 72 %                                          | Berberisch                            |
| Bahrain                                              | Manama                  | 711                                | 0,72                   | 80 %                                          | Persisch                              |
| Dschibuti                                            | Dschibuti               | 23.200                             | 0,51                   | 10 % – 15 %                                   | Somali, Afar                          |
| Eritrea                                              | Asmara                  | 121.144                            | 5,02                   | 2,4 % (0,5 %— 2 %)                            | Tigrinya u. a.                        |
| Irak                                                 | Bagdad                  | 434.128                            | 28,94                  | ca. 75 % / 80 %                               | Kurdisch                              |
| Israel                                               | Tel Aviv bzw. Jerusalem | 22.380                             | 8,00                   | ca. 20 %                                      | Hebräisch                             |
| Jemen                                                | Sana'a                  | 536.869                            | 33,7                   | 99,6 %                                        | Südarabisch                           |
| Jordanien                                            | Amman                   | 89.342                             | 6,34                   | fast 100 %                                    |                                       |
| Katar                                                | Doha                    | 11.606                             | 0,33                   | 100 %                                         |                                       |
| Komoren                                              | Moroni                  | 1.862                              | 0,75                   | 0 %                                           | Komorisch                             |
| Kuwait                                               | Kuwait                  | 17.818                             | 2,75                   | k. A.                                         | Persisch                              |
| Libanon                                              | Beirut                  | 10.452                             | 4,52                   | 96 %                                          | Armenisch                             |
| Libyen                                               | Tripolis                | 1.775.500                          | 6,31                   | 96 % 90 %                                     | Berberisch                            |
| Marokko                                              | Rabat                   | 446.550                            | 32,60                  | 60 %                                          | Berberisch                            |
| Mauretanien                                          | Nouakchott              | 1.030.700                          | 3,44                   | 70-80 % , 84 %                                | Pulaar, Soninke                       |
| Oman                                                 | Maskat                  | 309.500                            | 3,15                   | ca. 88 %                                      | Belutschi                             |
| Palästina (Staat Palästina, nicht souveränes Gebiet) | Gaza / Ramallah         | ca. 6.300, ohne Gebiete der Zone C | 4,33                   | k. A.                                         | k. A.                                 |
| Saudi-Arabien                                        | Riad                    | 2.149.690                          | 27,01                  | 99,93 %                                       | Mehri                                 |
| Somalia                                              | Mogadischu              | 637.657                            | 13,18                  | 0,1 %                                         | Somali                                |
| Sudan                                                | Khartum                 | 1.886.068                          | 30,89                  | ca. 60-70 %                                   | Bedscha                               |
| Syrien                                               | Damaskus                | 185.180                            | 17,83                  | 88 % ca. 90 %                                 | Kurdisch                              |
| Tschad                                               | N’Djamena               | 1.284.000                          | 10,32                  | ca. 12 %                                      | Ngambay (Zentralsudanisch)            |
| Tunesien                                             | Tunis                   | 163.610                            | 10,78                  | 99,1 %                                        | Berberisch                            |
| Vereinigte Arabische Emirate                         | Abu Dhabi               | 83.600                             | 1,0                    | k. A.                                         | k. A.                                 |
| Westsahara (nicht souveränes Gebiet)                 | El Aaiún                | 266.000                            | 0,54                   | k. A.                                         | k. A.                                 |

## Politisches Kriterium

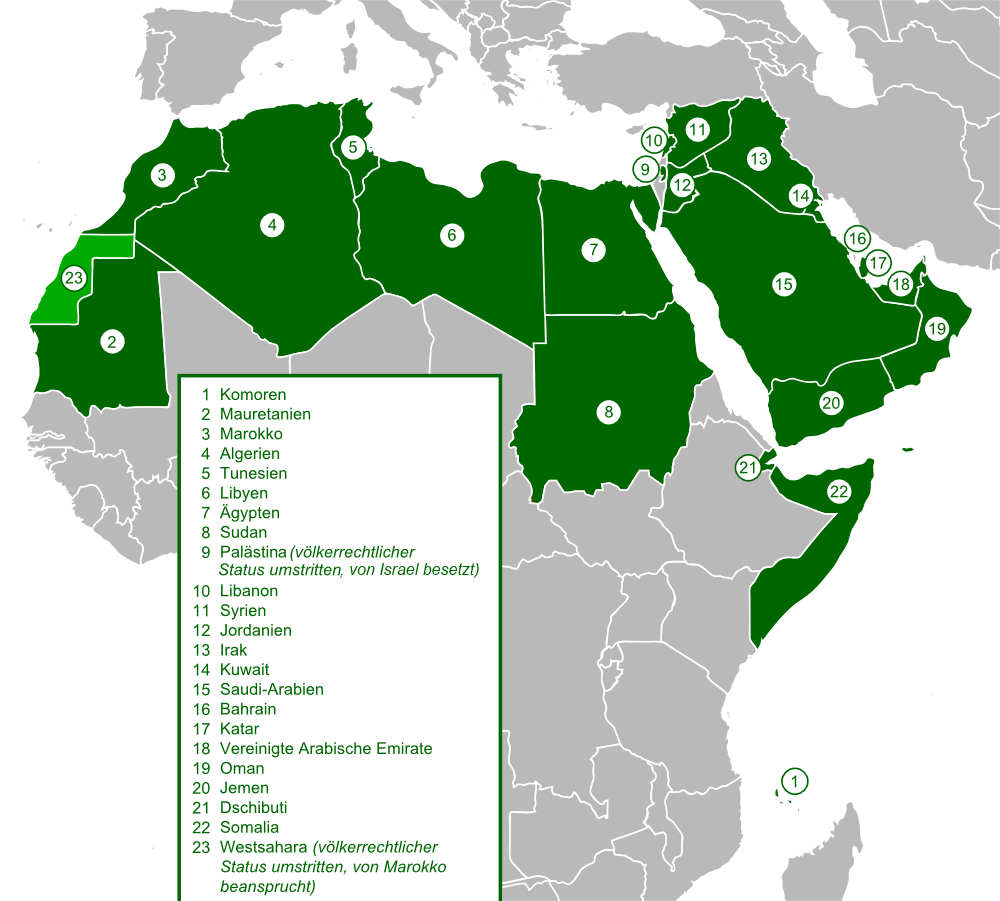
Länder der Arabischen Liga

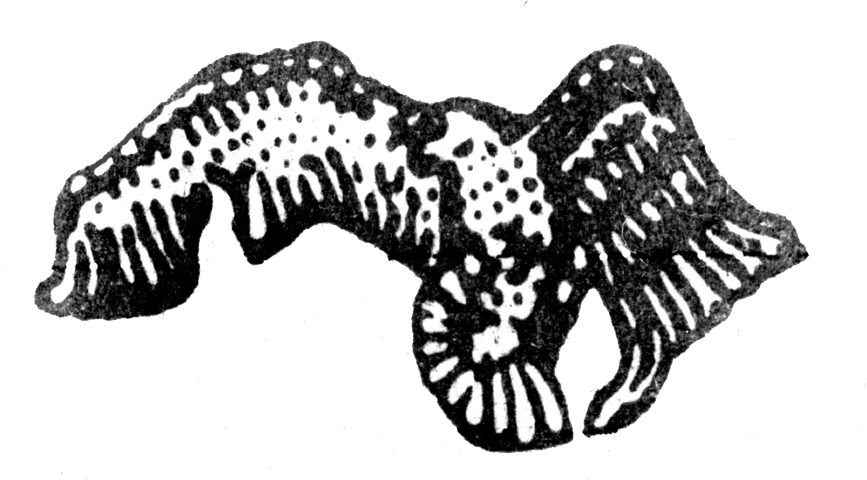
Die arabischen Länder als Saladin-Adler, irakisch-baathistische Darstellung

Der Begriff kann zum einen die Gesamtheit der Mitgliedsstaaten der Arabischen Liga (und ihrer Bewohner), zum anderen das zusammenhängende Siedlungsgebiet der Araber beziehungsweise das al-watan al-arabi / الوطن العربي / al-waṭan al-ʿarabī / ‚Arabisches Vaterland‘ bezeichnen.
Die Arabische Liga ist ein Verbund arabischer Staaten, wurde am 22. März 1945 in Kairo gegründet und besteht aus 22 Mitgliedstaaten. Andererseits gehören nach überwiegender Auffassung zum Watan sowohl arabische Minderheiten in Ländern, die nicht Mitglied der Arabischen Liga sind (wie die Türkei, Iran oder Israel), als auch Mitgliedsstaaten, die keine eindeutige arabische Bevölkerungsmehrheit besitzen, so etwa Somalia, Dschibuti oder die Komoren. Dazu zählen Nationalisten aber meistens auch die iranische Provinz Chuzestan, den Sandschak Alexandrette (İskenderun), die Westsahara und Eritrea, obwohl diese Gebiete nicht zur Liga gehören.
Politisch gibt es in der arabischen Welt den gemeinsamen Traum einer in einem Staat vereinten arabischen Nation. Alle bisherigen Einigungsversuche des Panarabismus sind aber erfolglos geblieben. Bekannte panarabische Vordenker und Führer der Neuzeit sind Michel Aflaq, Gamal Abdel Nasser und Muammar al-Gaddafi, aber auch die PLO sieht sich als Speerspitze der arabischen Einigungsbewegung in dem Gedanken, dass die palästinensische Revolution der Auslöser der arabischen Revolution sein könnte. Der arabisch-israelische Konflikt ist nicht nur für Israel prägend, sondern bewegt regelmäßig die arabischen Massen.
Araber können jeder religiösen Weltanschauung angehören oder Atheisten sein. Im Libanon weisen ganze Regionen (etwa die drei Regierungsbezirke Kesrouan, Metn und Jabal Lubnan (Mont Liban)) eine geschlossene arabisch-christliche Bevölkerungsstruktur auf, bis in die erste Hälfte des 20. Jahrhunderts stellten sie dort sogar die Bevölkerungsmehrheit.
Der Panarabismus gilt als Rekrutierungsfeld des Islamismus, der aber ideologisch andere Ziele verfolgt als der nationalistische Panarabismus. Im Gegensatz zu religiös legitimierten arabischen Ideologien negiert der Islamismus das christliche Element in der arabischen Welt und dessen autochthonen Charakter. So waren in der panarabischen Bewegung überdurchschnittlich viele Araber aus christlichen Familien aktiv, neben Michel Aflaq (syrischer Gründer der Baath-Partei) und Elias Farah (syrisch-irakischer Baath-Ideologe) zum Beispiel der 1949 im Libanon hingerichtete SSNP-Gründer Antun Saada, der 2005 ermordete libanesische KP-Generalsekretär George Hawi und (marxistische) PLO-Führer wie George Habasch.

## Wirtschaftliche und soziale Situation
Die meisten arabischen Staaten sind Schwellenländer oder Entwicklungsländer. Ausnahmen bilden Saudi-Arabien, Kuwait, Oman, Katar, Bahrain und die Vereinigten Arabischen Emirate, die sich als Industrieländer hauptsächlich auf den Erdölexport ausrichten. Die Erdölressourcen begründen auch die geopolitische Bedeutung der Region, in der sich früher das Vereinigte Königreich und seit der iranischen Revolution die Vereinigten Staaten immer mehr militärisch engagieren. Diese Abhängigkeit vom Erdöl verzögert auch die Entwicklung einer diversifizierten Branchenstruktur (sog. Ressourcenfluch). Es gibt zwar einen hohen Anteil von Klein- und Kleinstunternehmern, die jedoch zum großen Teil auf traditionellen Geschäftsfeldern tätig sind. Die Rate der Neugründungen liegt (außer in Katar und Marokko) unter dem weltweiten Durchschnitt. Frauen sind weit unterdurchschnittlich am Gründungsgeschehen beteiligt, was sich (Stand 2010) nur langsam ändert. Eine überwiegend patriarchalische Gesellschaftsstruktur behindert die Beteiligung von Frauen am ökonomischen Leben. Große Staatsfonds wie ADIA in Abu Dhabi dominieren große Bereiche der Wirtschaft und behindern private Initiativen.
In den Ländern des Nahen Ostens ist die Wirtschaft laut Weltbank zwischen 2000 und 2006 um durchschnittliche 5,31 Prozent pro Jahr gewachsen. Das Bruttonationaleinkommen aller 22 Länder der Arabischen Liga lag 1999 bei 631,2 Milliarden Dollar. Im Jahr 2006 stieg das Bruttosozialprodukt auf 1.585.14 Milliarden Dollar. Saudi-Arabien hat das größte Bruttoinlandsprodukt der arabischen Welt.